# Mansa schoutedeni
Mansa schoutedeni är en stekelart som beskrevs av Pierre L. G. Benoit 1954. Mansa schoutedeni ingår i släktet Mansa och familjen brokparasitsteklar. Inga underarter finns listade i Catalogue of Life.